# Erwin Hadewicz
Erwin Hadewicz (ur. 2 kwietnia 1951 w Ellwangen (Jagst)) – niemiecki piłkarz grający na pozycji ofensywnego pomocnika, trener.

## Kariera piłkarska
Erwin Hadewicz karierę piłkarską rozpoczął w juniorach SV Rindelbach, a następnie do 1970 roku reprezentował barwy juniorów TSV Ellwangen. Pod koniec rundy jesiennej sezonu 1970/1971 rozpoczął profesjonalną karierę w występującej A-klasie Kocher-Rems VfR Aalen, z którym w tym samym sezonie awansował do 2. Amateurligi okręgu Wirtembergia, a w sezonie 1971/1972 awansował do Amateurligi okręgu Wirtembergia Północna oraz z 31 golami został królem strzelców rozgrywek, natomiast w sezonie 1972/1973 w rozgrywkach Amateurligi okręgu Wirtembergia Północna zajął 2. miejsce oraz z 26 golami został królem strzelców rozgrywek, po czym odszedł z klubu.
Następnie został zawodnikiem występującego w Bundeslidze naszpikowanego gwiazdami Bayernu Monachium, w barwach którego 22 września 1973 roku zadebiutował w Bundeslidze w wygranym 3:1 meczu domowym z Hannoverem 96, zastępując już w 9. minucie Franza Beckenbauera. W latach 1973–1975 w barwach Bawarczyków rozegrał zaledwie 19 meczów ligowych, jednak zdobył z nimi dwukrotnie mistrzostwo Niemiec (1974, 1975) oraz dwukrotnie Puchar Europy (1974, 1975).
Po rundzie jesiennej sezonu 1974/1975 z powodu zbyt silnej konkurencji w klubie przeniósł się do VfB Stuttgart, z którym rozgrywki ligowe zakończył na 16. miejscu, w związku z czym spadł do 2. Bundesligi, jednak w sezonie 1976/1977 (33 mecze, 9 goli) po 2 latach wrócił do Bundesligi. Czerwoni mający w składzie utalentowanych zawodników, takich jak: obrońca Karlheinz Förster, pomocnik Hansi Müller i środkowy napastnik Dieter Hoeneß (w latach 1973–1975 zawodnik VfR Aalen), a w sezonie 1978/1979 zdobył wicemistrzostwo Niemiec, a w sezonach 1980/1981 i 1982/1983 zajął 3. miejsce w Bundeslidze.
Następnie w latach 1983–1985 reprezentował barwy szwajcarskiego FC Baden, natomiast w latach 1985–1988 był grającym trenerem VfR Aalen, w którym po awansie do Oberligi okręgu Badenia-Wirtembergia w sezonie 1987/1988 zakończył piłkarską karierę.
Łącznie w Bundeslidze rozegrał 203 mecze, w których zdobył 9 goli, natomiast w 2. Bundeslidze rozegrał 49 meczów, w których zdobył 9 goli.

## Kariera reprezentacyjna
Erwin Hadewicz 6 grudnia 1972 roku w ’s-Hertogenbosch rozegrał swój jedyny mecz w amatorskiej reprezentacji RFN – w przegranym 1:2 meczu towarzyskim z amatorską reprezentacją Holandii.
W 1978 roku wystąpił w 2 meczach reprezentacji RFN B: 21 lutego 1978 roku w Augsburgu w przegranym 1:2 meczu towarzyskim z reprezentacją Anglii B oraz 18 kwietnia 2978 roku w Norrköpping w wygranym 1:0 meczu towarzyskim z reprezentacją Szwecji B.

## Kariera trenerska
Erwin Hadewicz jeszcze w trakcie kariery piłkarskiej rozpoczął karierę trenerską. W latach 1985–1988 był grającym trenerem VfR Aalen. W sezonie 1985/1986 w rozgrywkach Oberligi okręgu Badenia-Wirtembergia zajął 6. miejsce, natomiast w sezonie 1986/1987 zajął 16. miejsce, w związku z czym spadł do Verbandsligi, jednak w sezonie 1987/1988 awansował do Oberligi okręgu Badenia-Wirtembergia, po czym Hadewicz odszedł z klubu.
Od lipca 1997 roku do czerwca 2000 roku został trenerem TSV Wassertrüdingen, z którym w sezonie 1997/1998 awansował do Kreisligi okręgu Frankenhöhe, a w sezonie 1999/2000 awansował do Bezirksligi, po czym wrócił do VfR Aalen jako koordynator.
Erwin Hadewicz przez pewien okres pracował jako skaut w VfB Stuttgart. 

## Statystyki

### Reprezentacyjne
| Reprezentacja  | Rok     | Mecze | Gole |
| -------------- | ------- | ----- | ---- |
| RFN (amatorzy) | 1972    | 1     | 0    |
| Łącznie        | Łącznie | 1     | 0    |
| RFN B          | 1978    | 2     | 0    |
| Łącznie        | Łącznie | 2     | 0    |

| Mecze w reprezentacji | Mecze w reprezentacji | Mecze w reprezentacji | Mecze w reprezentacji | Mecze w reprezentacji | Mecze w reprezentacji |
| Lp.                   | Data                  | Miasto                | Przeciwnik            | Wynik                 | Rozgrywki             |
| RFN (amatorzy)        | RFN (amatorzy)        | RFN (amatorzy)        | RFN (amatorzy)        | RFN (amatorzy)        | RFN (amatorzy)        |
| --------------------- | --------------------- | --------------------- | --------------------- | --------------------- | --------------------- |
| 1.                    | 06.12.1972            | ’s-Hertogenbosch      | Holandia (amatorzy)   | 1:2                   | Towarzyski            |
| RFN B                 |                       |                       |                       |                       |                       |
| 1.                    | 21.02.1978            | Augsburg              | Anglia B              | 1:2                   | Towarzyski            |
| 2.                    | 18.04.1978            | Norrköpping           | Szwecja B             | 1:0                   | Towarzyski            |

## Sukcesy

### Zawodnicze
VfR Aalen
- Awans do 2. Amateurligi: 1971
- Awans do Amateurligi: 1972
- Awans do Oberligi: 1988

Bayern Monachium
- Mistrzostwo Niemiec: 1974, 1975
- Puchar Europy: 1974, 1975

VfB Stuttgart
- Wicemistrzostwo Niemiec: 1979
- 3. miejsce w Bundeslidze: 1981, 1983
- Awans do Bundeslidze: 1977

### Trenerskie
VfR Aalen
- Awans do Oberligi: 1988

TSV Wassertrüdingen
- Awans do Kreisligi: 1998
- Awans do Bezirksligi: 2000

### Indywidualne
- Król strzelców 2. Amateurligi: 1972
- Król strzelców Amateurligi: 1973

## Literatura
- Achim Pfeifer: Die Geschichte des VfR Aalen. Der weite Weg nach oben. Aalen: Verlag Sport und Historie, 2008, s. 64.